# 陳偉俊
陳 偉俊（ちん いしゅん、1966年6月 - ）は、中華人民共和国の官僚、政治家。浙江省寧海県出身。中国共産党の19大代表。

## 経歴
1966年6月、浙江省寧海県で生まれる。1984年に寧波高等専科学校秘書学科を卒業後、同年、中国共産党寧海県長街区委員会に入局。1985年6月に中国共産党入党。1987年8月に中国共産党寧海県委員会へ入局した。以後、弁公室秘書、秘書科科長、中国共産主義青年団寧海県委員会書記、前童鎮党委副書記兼鎮長・党委書記、寧海県副県長を歴任した。1999年11月、奉化市党委員会常務委員兼副市長に就任。2002年9月、同市市長兼党委副書記に昇格。2006年3月、余姚市市長兼党委副書記に転出。2009年7月、同市党委書記に昇格。2011年11月、寧波市鄞州区党委書記に転任。2012年2月、寧波市党委員会常務委員を兼務。さらに2013年4月には寧波機場与物流園区党工委書記を兼任する。2013年12月、湖州市市長兼党委副書記に転出。2017年3月、同市党委書記に昇格。2018年1月、浙江省人民政府副市長兼温州市党委書記に昇格。翌年7月、浙江省党委員会常務委員兼温州市党委書記に転任し、浙江省人民政府副省長を退く。
2021年5月、新疆ウイグル自治区党委員会常務委員に転出。6月には同区人民政府常務副主席を兼務する。